# Filoviridae
Filoviridae je naziv za porodicu virusa iz reda Mononegavirales. U ovoj porodici se nalaze dva roda: Ebolavirus i Marburgvirus. 
Filovirusi su jednolančani (negativni) RNK virusi, nitastog oblika. 
Virusi iz ove porodice uzrokuju virusne hemoragijske groznice kod ljudi i primata.